# Дивергенција
Дивергенција у векторској анализи представља векторски диференцијални оператор, који мери интензитет извора или понора векторскога поља у одређеној тачки и за резултат има скаларно поље.
Дивергенција векторскога поља {\displaystyle \ \mathbf {F} } означава се као:
{\displaystyle \ \operatorname {div} \mathbf {F} } или {\displaystyle \ \nabla \cdot \mathbf {F} }.

## Дефиниција

### Физикална представа
Дивергенција векторскога поља у тродимензионалном простору може да се представи ако узмемо малу околину око неке тачке:
{\displaystyle \operatorname {div} \,\mathbf {F} (p)=\lim _{V\rightarrow \{p\}}\iint _{S(V)}{\mathbf {F} \cdot \mathbf {n}  \over |V|}\;dS}
У случају да је флукс векторскога поља из те запремине већи од нула ради се о позитивној дивергенцији, а ако је мањи од нула о негативној дивергенцији. Ако је флукс поља нула тада је и дивергенција једнака нули. Нека векторско поље представља, на пример, брзину ширења ваздуха. Ако се ваздух загријава око дате тачке тада се шири, па је дивергенција позитивна. Ако се ваздух хлади тада се скупља, па је дивергенција негативна.

### У Декартовом систему
Дивергенција векторскога поља F = U i + V j + W k једнака је:
{\displaystyle \operatorname {div} \,\mathbf {F} =\nabla \cdot \mathbf {F} ={\frac {\partial U}{\partial x}}+{\frac {\partial V}{\partial y}}+{\frac {\partial W}{\partial z}}.}

## Дефиниција у криволинијским системима
{\displaystyle \operatorname {div} (\mathbf {A} )=\operatorname {div} (\mathbf {q_{1}} A_{1}+\mathbf {q_{2}} A_{2}+\mathbf {q_{3}} A_{3})=}
{\displaystyle ={\frac {1}{H_{1}H_{2}H_{3}}}\left[{\frac {\partial }{\partial q_{1}}}(A_{1}H_{2}H_{3})+{\frac {\partial }{\partial q_{2}}}(A_{2}H_{3}H_{1})+{\frac {\partial }{\partial q_{3}}}(A_{3}H_{1}H_{2})\right]}, где су {\displaystyle H_{i}} Ламеови коефицијенти.
У случају Римановога криволинијскога простора дефинисанога метричким тензором {\displaystyle g_{ij}} дивергенција је дана са:
{\displaystyle \operatorname {div} (\mathbf {A} )={\frac {1}{\sqrt {|g|}}}{\frac {\partial }{\partial x^{k}}}\left({\sqrt {|g|}}A^{k}\right)}
а метрика простора дефинисана је са:
{\displaystyle ds^{2}=\sum _{i,j=1}^{n}g_{ij}dx^{i}dx^{j}} .

### Цилиндричне координате
За цилиндрични координатни систем имамо Ламеове коефицијенте:
{\displaystyle {\begin{matrix}H_{1}=1\\H_{2}=r\\H_{3}=1\end{matrix}}}.
Добија се:
{\displaystyle \operatorname {div} \mathbf {A} (r,\theta ,z)={\frac {1}{r}}{\frac {\partial }{\partial r}}(A_{r}r)+{\frac {1}{r}}{\frac {\partial }{\partial \theta }}(A_{\theta })+{\frac {\partial }{\partial z}}(A_{z})}

### Сферне координате
За сферни координатни систем имамо Ламеове коефицијенте:
{\displaystyle {\begin{matrix}H_{r}=1\\H_{\theta }=r\\H_{\phi }=r\sin {\theta }\end{matrix}}}.
Дивергенција је:
{\displaystyle \operatorname {div} \mathbf {A} (r,\theta ,\phi )={\frac {1}{r^{2}}}{\frac {\partial }{\partial r}}\left[A_{r}r^{2}\right]+{\frac {1}{r\sin {\theta }}}{\frac {\partial }{\partial \theta }}\left[A_{\theta }\sin {\theta }\right]+{\frac {1}{r\sin {\theta }}}{\frac {\partial }{\partial \phi }}{\big [}A_{\phi }{\big ]}}

### Параболичне координате
За параболични координатни систем имамо Ламеове коефицијенте:
{\displaystyle {\begin{matrix}H_{1}={\frac {\sqrt {\xi +\eta }}{2{\sqrt {\xi }}}}\\H_{2}={\frac {\sqrt {\xi +\eta }}{2{\sqrt {\eta }}}}\\H_{3}={\sqrt {\eta \xi }}\end{matrix}}}.
Дивергенција је:
{\displaystyle \operatorname {div} \mathbf {A} (\xi ,\eta ,\phi )={\frac {4}{\xi +\eta }}{\frac {\partial }{\partial \xi }}\left[A_{\xi }{\frac {\sqrt {\xi ^{2}+\xi \eta }}{2}}\right]+{\frac {4}{\xi +\eta }}{\frac {\partial }{\partial \eta }}\left[A_{\eta }{\frac {\sqrt {\eta ^{2}+\xi \eta }}{2}}\right]+{\frac {1}{\sqrt {\xi \eta }}}{\frac {\partial }{\partial \phi }}{\Big [}A_{\phi }{\Big ]}}

### Сфероидне координате
За издужени сфероидни координатни систем имамо Ламеове коефицијенте:
{\displaystyle {\begin{matrix}H_{1}=\sigma {\sqrt {\frac {\xi ^{2}-\eta ^{2}}{\xi ^{2}-1}}}\\H_{2}=\sigma {\sqrt {\frac {\xi ^{2}-\eta ^{2}}{1-\eta ^{2}}}}\\H_{3}=\sigma {\sqrt {(\xi ^{2}-1)(1-\eta ^{2})}}\end{matrix}}}.
Дивергенција је:
{\displaystyle \operatorname {div} \mathbf {A} (\xi ,\eta ,\phi )={\frac {1}{\sigma (\xi ^{2}-\eta ^{2})}}{\frac {\partial }{\partial \xi }}\left[A_{\xi }{\sqrt {(\xi ^{2}-\eta ^{2})(\xi ^{2}-1)}}\right]+}
{\displaystyle {\frac {1}{\sigma (\xi ^{2}-\eta ^{2})}}{\frac {\partial }{\partial \eta }}\left[A_{\eta }{\sqrt {(\xi ^{2}-\eta ^{2})(1-\eta ^{2})}}\right]+{\frac {1}{\sigma {\sqrt {(\xi ^{2}-1)(1-\eta ^{2})}}}}{\frac {\partial }{\partial \phi }}{\Big [}A_{\phi }{\Big ]}}

## Својства
- Дивергенција је линерани оператор, тако да вреди:

{\displaystyle \operatorname {div} (a\mathbf {F} +b\mathbf {G} )=a\;\operatorname {div} (\mathbf {F} )+b\;\operatorname {div} (\mathbf {G} )}
- Ако је φ — скалярно поље, а F — векторско поље тада вреди:

{\displaystyle \operatorname {div} (\varphi \mathbf {F} )=\operatorname {grad} (\varphi )\cdot \mathbf {F} +\varphi \;\operatorname {div} (\mathbf {F} ),} или
{\displaystyle \nabla \cdot (\varphi \mathbf {F} )=(\nabla \varphi )\cdot \mathbf {F} +\varphi \;(\nabla \cdot \mathbf {F} ).}
- Векторска поља F и G повезана су са ротором

{\displaystyle \operatorname {div} (\mathbf {F} \times \mathbf {G} )=\operatorname {rot} (\mathbf {F} )\cdot \mathbf {G} \;-\;\mathbf {F} \cdot \operatorname {rot} (\mathbf {G} ),} или
{\displaystyle \nabla \cdot (\mathbf {F} \times \mathbf {G} )=(\nabla \times \mathbf {F} )\cdot \mathbf {G} -\mathbf {F} \cdot (\nabla \times \mathbf {G} ).}
- Дивергенција градијента је лапласијан:

{\displaystyle \operatorname {div} (\operatorname {grad} (\varphi ))={\mathcal {4}}\varphi }
- Дивергенција ротора је нула:

{\displaystyle \operatorname {div} (\operatorname {rot} (\mathbf {F} ))=0}

## Генерализација
За N-димензионално векторско поље:
{\displaystyle \mathbf {F} =(F_{1},F_{2},\dots ,F_{n}),}
дивергенцију у N-димензионалном Еуклидовом систему где је {\displaystyle \mathbf {x} =(x_{1},x_{2},\dots ,x_{n})} и {\displaystyle d\mathbf {x} =(dx_{1},dx_{2},\dots ,dx_{n})} можемо да дефинишемо као:
{\displaystyle \operatorname {div} \,\mathbf {F} =\nabla \cdot \mathbf {F} ={\frac {\partial F_{1}}{\partial x_{1}}}+{\frac {\partial F_{2}}{\partial x_{2}}}+\cdots +{\frac {\partial F_{n}}{\partial x_{n}}}.}